# Back in Memphis
Back in Memphis (с англ. — «Назад в Мемфис») — десятый студийный альбом американского певца Элвиса Пресли. Первоначально «Back In Memphis» входил в двойной альбом «From Memphis to Vegas / From Vegas to Memphis» (1969; первая пластинка была концертным альбомом «Elvis In Person»). Отдельное издание альбома вышло в ноябре 1970 года; с тех пор два альбома издаются всегда раздельно. Двойной альбом занял 12-е место в американском хит-параде; отдельная пластинка (1970) заняла 183-е место.

## Обзор
Альбом состоит из записей, сделанных во время сессий в мемфисской студии «American Sound» в январе — феврале 1969 года под руководством Чипса Момана; до этого Пресли записывался исключительно на студиях RCA Records и Голливуда. Моман привнёс соуловую окраску и полностью осовременил саунд Пресли, к тому времени записывавшего один за другим альбомы с посредственными звуковыми дорожками. Именно телешоу на эн-би-си (см. «Элвис (телеконцерт)») в предыдущем году вернуло Пресли уверенность в поиске нового музыкального формата. И хотя музыкальной революции на этот раз новые записи не оказали, критики зачастую приравнивают их по свежести звучания к пластинкам на Sun Records. С тех же сессий на «American Sound» были отобраны песни для предыдущего альбома Пресли — «From Elvis In Memphis» (1969). В 1999 году вышел двойной альбом «Suspicious Minds», на котором собраны все песни с этих сессий.
1. ↑  John Robertson. The Complete Guide To The Music Of Elvis Presley (Omnibus Press: 1994) ISBN 0-7119-3549-1 — стр. 76

## Список композиций
1. Inherit The Wind
2. This Is The Story
3. Stranger In My Own Home Town
4. A Little Bit Of Green
5. And The Grass Won’t Pay No Mind
6. Do You Know Who I Am?
7. From A Jack To A King
8. The Fair’s Moving On
9. You’ll Think Of Me
10. Without Love (There Is Nothing)

Форматы: грампластинка, аудиокассета, компакт-диск.